# Mezhozërnaja
Mezhozërnaja är ett vattendrag i Antarktis. Det ligger i Östantarktis. Australien gör anspråk på området.